# Prolasius advenus
Prolasius advenus là một loài kiến trong họ Formicidae, đặc hữu của New Zealand.